# Asino dei Pirenei
L'asino dei Pirenei è una razza asinina originaria del sud e del sud-ovest della Francia. Se ne distinguono due tipi diversi che tuttavia hanno in comune un medesimo standard: il tipo guascone, piccolo e tracagnotto, e il tipo catalano, fine ed elegante. Si tratta di un asino polivalente che viene utilizzato altrettanto bene per il basto e per il tiro che per la produzione di muli.

## Origine
Le origini dell'asino dei Pirenei sono complesse, vista la grande varietà di tipi di asino conosciute nella grande estensione del suo luogo di origine.
In Francia si parla così dei tipi Lourdais, Tarbais, di Tournay, del Béarn o di Balagué, mentre in Spagna dei tipi di Vic o d'Urgell.
Tutti questi tipi sono oggi raggruppati in due sole categorie : quella guascone e quella catalana, con il proposito di raggruppare la popolazione intorno ad un medesimo standard fondato sull'iconografia degli archivi e sulle descrizioni degl'ippologi fornite nel corso degli ultimi secoli.
La razza è riconosciuta dal Ministero francese dell'agricoltura dal 1997.

## Caratteristiche
L'asino dei Pirenei si distingue in due tipologie :
- Il tipo Guascone, per gli animali tracagnotti la cui taglia è compresa fra 1,2 m e 1,35 m[4]
- Il tipo Catalano, per gli animali d'aspetto fine ed elegante, dall'ossatura leggera e la cui taglia supera i 1,35 m[4].

L'asino dei Pirenei presenta le seguenti caratteristiche: testa larga e secca; il suo profilo è diritto o meglio leggermente concavo, le orecchie, lunghe e sporte in avanti, sono dotata di una peluria talvolta debordante; la bocca è larga, le labbra salde, le narici ben aperte; l'occhio espressivo e vivo.
Il suo manto è nero, baio scuro; la circonferenza degli occhi, l'estremità del naso, le ascelle, il ventre e la parte interna delle membra sono scolorite e la zona fra i due colori contiene spesso sfumature di rosso; la pelle è molto fine.
Il collo è lungo, la linea superiore è muscolosa ed il garrese poco pronunciato..
Il pettorale è piuttosto piatto ma evidente; la groppa è corta ed abbassata; l'anca è talvolta sporgente; le membra sono ben diritte, lo zoccolo largo ed il pasturale lungo.

## Allevamento
La culla della razza è concentrata principalmente in tre regioni: Aquitania, Midi-Pirenei e Linguadoca-Rossiglione, ma vi è qualche allevamento anche nel Limosino..
Se la razza di asini dei Pirenei è stata minacciata d'estinzione, come tutte le razze asinine d'altra parte, dalla meccanizzazione agricola, l'allevamento francese si è oggi stabilizzato, forse anche in lieve aumento. Si contano 45 allevamenti in attività nel 2008.
| Anno                            | 2000 | 2001 | 2002 | 2003 | 2004 | 2005 | 2006 | 2007 |
| ------------------------------- | ---- | ---- | ---- | ---- | ---- | ---- | ---- | ---- |
| Numero delle nascite in Francia | 45   | 42   | 66   | 68   | 50   | 69   | 63   | 65   |

## Impiego
L'asino dei Pirenei è piuttosto polivalente. Gli asini di piccola taglia, di tipo guascone, sono utilizzati per il tiro ed il basto, sul quale possono portare fino ad un quarto del loro peso. Quelli di taglia maggiore, di tipo catalano, sono utilizzati piuttosto per le loro caratteristiche mulattiere. Li s'incrocia con giumente mérens, castiglionesi, percheron, bretoni, anglo-arabi o andalusi.
Oggi vengono studiate anche altre possibilità. Lo si utilizza per ripulire il terreno dai cespugli (débroussaillage) e come animale pedagogico.  Il latte di asina è riconosciuto come il più simile a quello umano e quindi il più idoneo a sostituirlo. Anche i prodotti cosmetici che da esso derivano sono notevoli.